# Politodorcadion
Politodorcadion is een kevergeslacht uit de familie van de boktorren (Cerambycidae). De wetenschappelijke naam van het geslacht werd voor het eerst geldig gepubliceerd in 1996 door Danilevsky.

## Soorten
Politodorcadion omvat de volgende soorten:
- Politodorcadion archalense (Danilevsky, 1996)
- Politodorcadion balchashense (Suvorov, 1911)
- Politodorcadion eurygyne (Suvorov, 1911)
- Politodorcadion lativittis (Kraatz, 1878)
- Politodorcadion politum (Dalman, 1823)
- Politodorcadion ribbei (Kraatz, 1878)